# Županje
Županje (olaszul: Zuppagne) falu Horvátországban Tengermellék-Hegyvidék megyében. Közigazgatásilag Dobrinjhoz tartozik.

## Fekvése
Krk északkeleti részén, községközpontjától 3 km-re északkeletre Hlapa és Polje között fekszik. Mezőgazdasági jellegű település három különálló településrésszel, melyek közül a keleti rész a Jecalovo selo nevet viseli. A Soline-öböllel régi makadámút köti össze. Az egyes birtokokat alacsony, kőből rakott kerítések választják el egymástól.

## Története
Petar Skok romanista véleménye szerint a település neve az ószláv igazgatási rendszerrel és az ebből képzett Župan, Županić vezetéknevekkel kapcsolatos, melyek itt nagyon gyakoriak. A név nagyon ősi eredetű, valószínűleg még a horvátok itteni letelepedésének idejéből a 7. századból származik. A 12. századtól 1480-ig a szigettel együtt a Frangepánok, majd a Velencei Köztársaság uralma alatt állt. 1780-ban a településen 21 ház állt 76 lakossal.
A napóleoni háborúk után a sziget többi részével együtt osztrák kézen volt, majd 1867-től 1918-ig az Osztrák-Magyar Monarchia része lett. 1857-ben 124, 1910-ben 152 lakosa volt. Az Osztrák–Magyar Monarchia bukását rövid olasz uralom követte, majd a település a Szerb–Horvát–Szlovén Királyság része lett. A második világháború idején előbb olasz, majd német csapatok szállták meg. A háborút követően újra Jugoszlávia, majd az önálló horvát állam része lett. 2011-ben 23 lakosa volt.

## Nevezetességei
Szűz Mária tiszteletére szentelt kis temploma egyhajós épület félköríves apszissal. Kis római típusú nyitott harangtornya a homlokzat felett áll egy haranggal. A homlokzat felső részén kialakított fülkében és a templom oltárán is Szűz Mária szobra áll.

## Lakosság
| Lakosság változása | Lakosság változása | Lakosság változása | Lakosság változása | Lakosság változása | Lakosság változása | Lakosság változása | Lakosság változása | Lakosság változása | Lakosság változása | Lakosság változása | Lakosság változása | Lakosság változása | Lakosság változása | Lakosság változása | Lakosság változása |
| ------------------ | ------------------ | ------------------ | ------------------ | ------------------ | ------------------ | ------------------ | ------------------ | ------------------ | ------------------ | ------------------ | ------------------ | ------------------ | ------------------ | ------------------ | ------------------ |
| 1857               | 1869               | 1880               | 1890               | 1900               | 1910               | 1921               | 1931               | 1948               | 1953               | 1961               | 1971               | 1981               | 1991               | 2001               | 2011               |
| 124                | 136                | 137                | 140                | 155                | 152                | 153                | 129                | 105                | 95                 | 75                 | 57                 | 46                 | 37                 | 31                 | 23                 |